# Jean Nerva
Pour les articles homonymes, voir Nerva (homonymie).
Jean Nerva, né le 24 novembre 1959 à Lyon et mort le 14 septembre 2017, à La Tronche, est un champion français de snowboard.

## Biographie
Jean Nerva est un pionnier du snowboard en France. Il a été à ce titre icône de la marque Oxbow. Il sera l’un des premiers snowboardeurs à vivre de sa passion grâce à la diffusion de films, relatant ses exploits sportifs, sponsorisés par Oxbow ou Burton. Il est champion du monde de snowboard en 1988 et en 1990.
Musicien, passionné de jazz et touche à tout, il a aussi été pilote de moto en enduro et journaliste pigiste spécialisé dans le domaine de la moto, mais aussi rédacteur en chef du magazine de snowboard Rider, des éditions Glénat Presse.
Après sa carrière sportive, il est professeur à l’école de musique de Villeurbanne.
En 2011, on lui diagnostique un cancer au cerveau, qui endommage sa vision ; il devient mal-voyant. À la suite de sa maladie, il s’engage pour la cause humanitaire en organisant des collectes de lunettes pour les habitants du Ladakh.

## Ouvrages
- Jean Nerva, Solo, Surf de neige, des premiers virages à la compétition, Glénat, 1989. (ISBN‑10 : 2723411672)
- Jean Nerva, 12 visions sur le snow-board, Glénat, 2 novembre 1999, 124 p. (ISBN 978-2-7234-2872-9)
- Jean Nerva, Snowboard : les plus beaux hors pistes, Glénat, 16 octobre 2001.
- Jean Nerva, Snowboard : Figures libres, Franck Mercier (collab. Philippe Royer), 1997. (ISBN‑10 : 2868681344)
- Jean Nerva, Le snowboard dans les Alpes, Arthaud, 1999.

- Jean Nerva, Snowboard : les plus beaux hors-pistes, Glénat, 16 octobre 2001, 144 p. (ISBN 978-2-7234-3585-7)